# Madonna (artist)

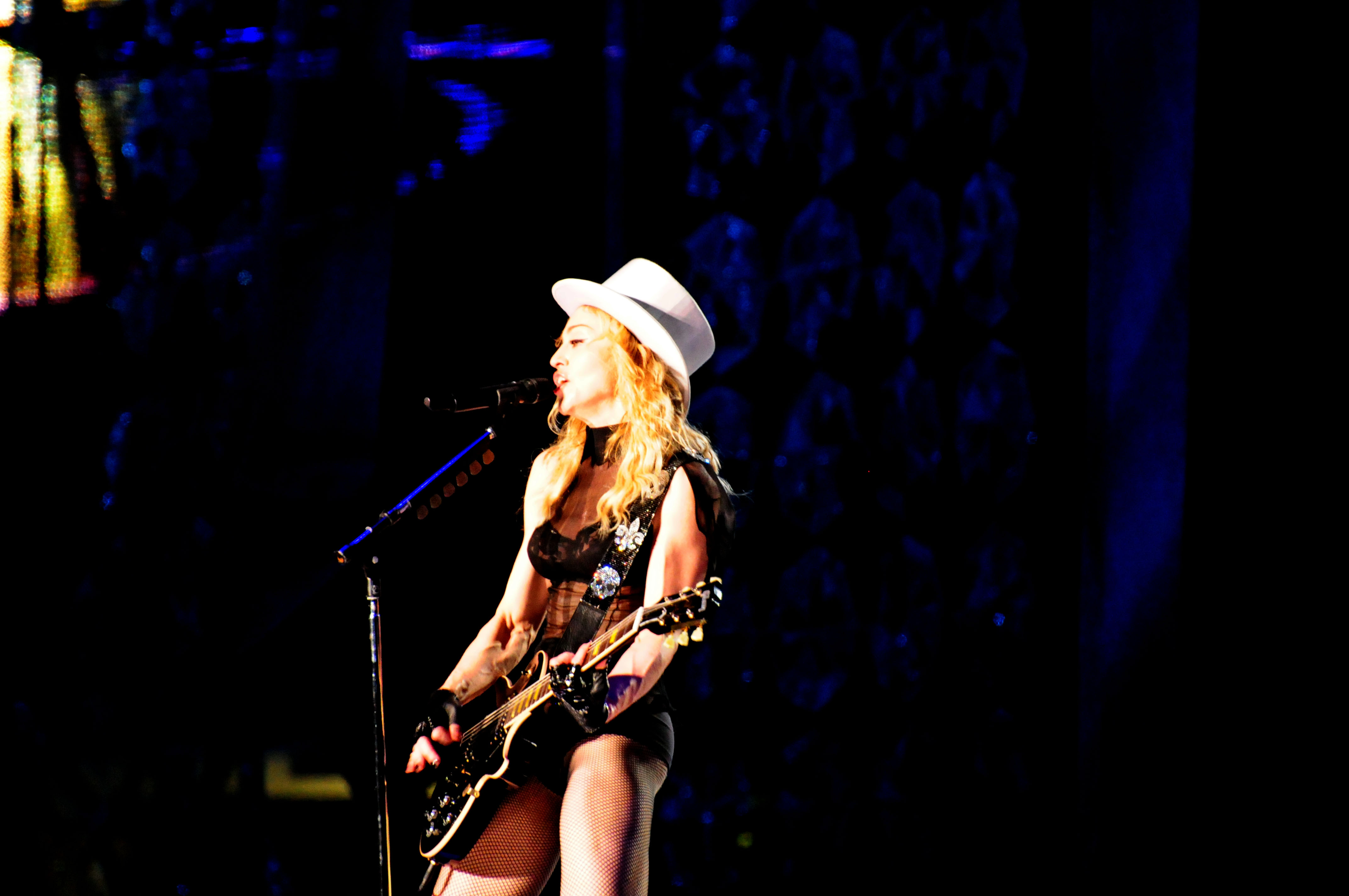
Madonna under Sticky & Sweet Tour på Ullevi i Göteborg 2009.

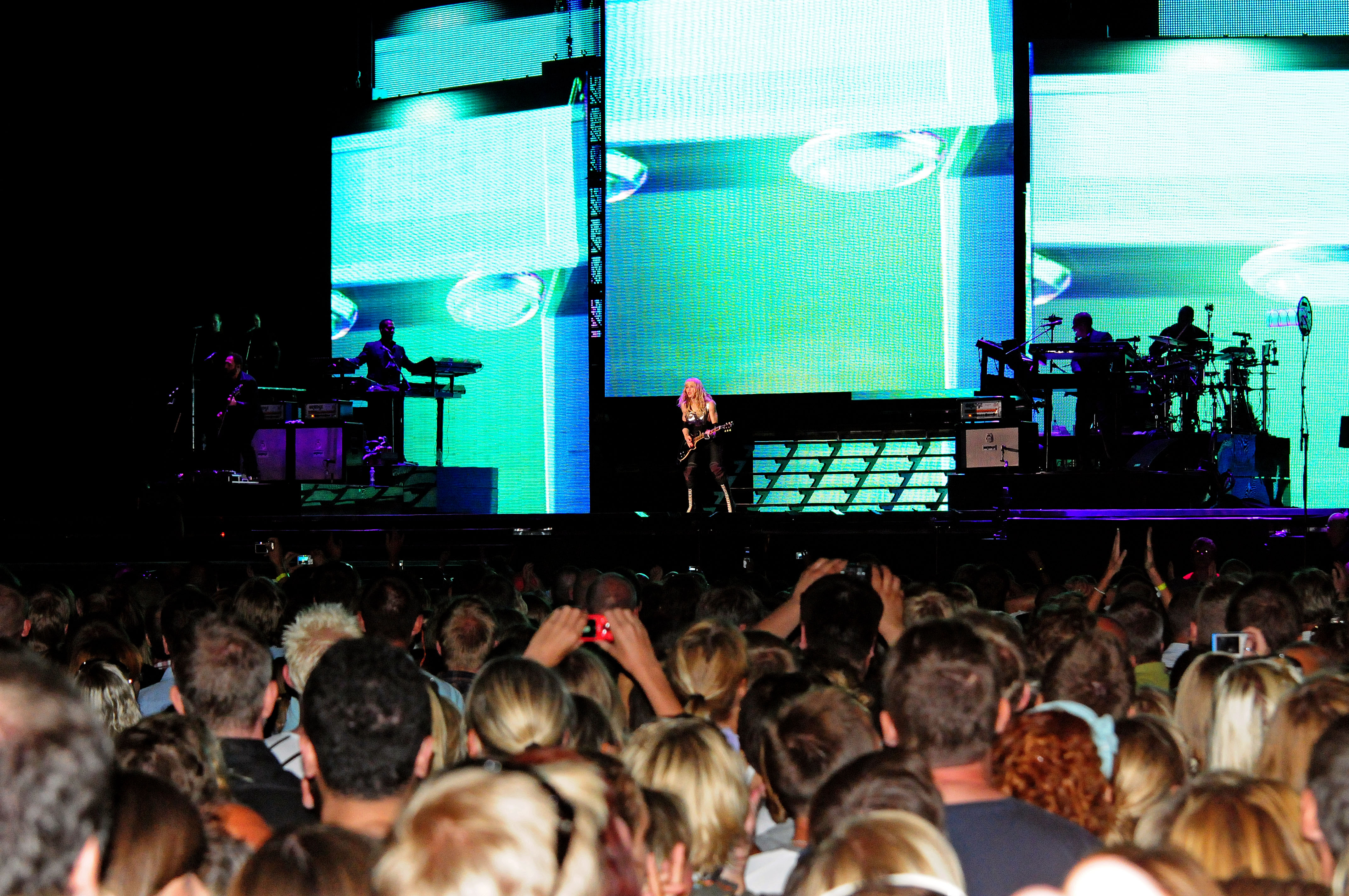
Madonna under Sticky & Sweet Tour på Ullevi i Göteborg 2009.

Madonna Louise Ciccone, född 16 augusti 1958 i Bay City i Michigan, är en amerikansk sångerska, låtskrivare och skådespelare. Hon är känd för sitt sätt att tänja på gränserna i låttexter inom populärmusiken och i bildspråket i sina musikvideor. Detta samtidigt som hon behållit en, för att vara kvinna, ovanligt stark kontroll över alla delar av sin karriär. Madonna är känd för att förnya både sin musik och sin image, och hennes utnyttjande av religiös och sexuell symbolik har tidvis väckt debatt. Hon är en av de mest säljande musikartisterna, har fått epitetet "Queen of Pop" och ses som en influens bland många andra artister runt om i världen.
I slutet av 1970-talet flyttade Madonna till New York för att påbörja en danskarriär. Efter att ha uppträtt i musikgrupperna Breakfast Club och Emmy skrev hon 1982 på ett kontrakt med Sire Records och släppte sitt självbetitlade debutalbum året därpå. Därefter följde en rad kommersiellt framgångsrika album, bland annat de Grammy-belönade Ray of Light (1998) och Confessions on a Dance Floor (2005). Genom sin karriär har hon skrivit och producerat merparten av sina låtar, där listettor inkluderar "Like a Virgin", "Into the Groove", "Papa Don't Preach", "Like a Prayer", "Vogue", "Frozen", "Music", "Hung Up" och "4 Minutes".
Madonna valdes 2008 in i Rock and Roll Hall of Fame.

## Biografi

### Uppväxt och ungdomsår
Madonnas far Silvio "Tony" Ciccone (född 1931) är av italienskt ursprung och hennes mor Madonna Fortin var kanadensiska av franskt ursprung. Madonnas mor avled i bröstcancer vid 30 års ålder, då Madonna var fem år.
Efter hustruns död anställde Madonnas far en hushållerska, som han senare gifte sig med. Fadern lät alla barnen ta musiklektioner, men Madonna ville hellre ha balettlektioner än pianolektioner. Hon visade sig vara en duktig dansös, vilket senare ledde till att hon fick ett dansstipendium till University of Michigan. Hon lämnade dock skolan efter en termin för att åka till New York och bli dansös där. Madonna spelade även fotboll som barn. I New York studerade hon dans och dansade för kända namn som Alvin Ailey, Pearl Lang och Martha Graham. Hon medverkade också i Patrick Hernandez revy.
Madonna insåg efter en tid att hon inte kunde försörja sig som enbart dansös; hon sökte sig vidare till musikaler och fick via en audition kontakt med några franska producenter som lät henne åka till Paris, där de skulle göra henne till popstjärna. Madonna valde ändå att återvända till New York där hon spelade trummor och sjöng i ett band som hette Breakfast Club. I bandet ingick blivande pojkvännen Stephen Bray, som hon gjorde flera demoinspelningar med och som samarbetat med Madonna som låtskrivare och producent under stora delar av hennes karriär.

### Musik

#### 1980-talet
År 1982 fick Madonna en mindre hit med "Everybody", när hon lyckades få DJ:en Mark Kamins att spela demon på ett av New Yorks trendigaste diskotek. Hon fick skivkontrakt med Sire Records och släppte 1983 ett självbetitlat debutalbum med hitsinglar som "Lucky Star" och "Borderline". Den inledande hiten "Holiday" markerade Madonnas mest välkända stil, med club-musiksound och tät produktion. I den melodiska popen fanns medryckande refränger, och hon integrerade flitigt texter omkring kärlek, sex och relationer.
Den första Billboard-ettan i USA kom 1984 med "Like a Virgin" från hennes andra album, vilket gjorde Madonna till världsstjärna. Året därpå släpptes hennes debutalbum på nytt under namnet Madonna – The First Album, och det var först nu som debutalbumet nådde topp 10 i Sverige. 1985 kom även balladen "Crazy for You" från soundtracket till filmen Lust och begär, som också nådde första plats på Billboard-listan i USA.
Madonna gjorde sig redan tidigt känd för att effektivt utnyttja och förstå musikvideomediets genomslagskraft för att skapa sig en image. Hon har under hela sin karriär bytt producenter, utseenden och stilar och har blivit känd för att ständigt förnya sig. 1985 deltog hon i Live Aid-galan.
Efter ett antal hits och det tredje albumet True Blue 1986, släppte Madonna albumet Like a Prayer 1989. Det blev en stor succé bland både kritiker och publik, och i samband med hennes världsturné Blond Ambition World Tour 1990 och dokumentären In Bed with Madonna – sanning eller konsekvens blev Madonna en av 1980/1990-talens största popikoner.

#### 1990-talet
1991–2004 drev Madonna det egna skivbolaget Maverick Records, vilket sedan såldes till Warner Music Group. Detta var ett sätt att använda sin ekonomiska plattform till att ytterligare befästa kontrollen över sitt musikskapande, något som signalerade hennes starka position som kvinnlig artist.
Madonna utnyttjade även sin position till att ytterligare undersöka sexualitetens gränser i sin musik. Under första halvan av 1990-talet släpptes albumen Erotica - en hiphop-influerad platta med sexuella undertoner, och den mer R&B-influerade Bedtime Stories. Hennes erotiska utforskanden ledde dock till kritik för att vara kalkylerande och utnyttjande.
Med sin erfarenhet från en rad filmer hade Madonna länge velat spela huvudrollen i en eventuell filmatisering av musikalen Evita. 1995 tillsattes rollerna för just den filmatiseringen. Madonna ansökte om rollen och fick den, varpå hon började träffa en röstcoach, vilket hon har fortsatt med sedan dess. Madonna medverkade slutligen i filmen Evita, som hade premiär 1996. Madonna erhöll en Golden Globe Award för sin insats i filmen, efter att hennes tidigare filminsatser rönt blandad kritik.
Efter Evita blev Madonna mor för första gången. Hon började även studera den gamla judiska mystikläran kabbala, och enligt henne själv blev detta en stor vändpunkt i hennes liv. 1998 återvände hon till topplistorna med det kritikerrosade albumet Ray of Light. Därefter träffade hon Mirwais, en fransk producent, som inspirerade henne att gå djupare in i electromusiken i och med albumet Music.

#### 2000-talet
2003 blev hon bojkottad i USA efter musikvideon till titelspåret på albumet American Life haft TV-premiär. Videon visade tydligt hennes politiska ståndpunkt angående Irakkriget. Att vara emot kriget och amerikanska regeringen vid den tiden var inte omtyckt av amerikanerna, vilket även bland andra countrybandet Dixie Chicks fick erfara efter ett negativt uttalande om president Bush.
2005 deltog Madonna i välgörenhetsevenemanget Live 8, för att sedan göra en comeback med albumet Confessions on a Dance Floor och tillhörande hitsingeln "Hung Up".
2007 vann hon priset på den brittiska Elle-galan för "Bästa stilikon". Samma år medverkade hon på insamlingsgalan Live Earth i London, där hon bland annat framförde "Hey You", som också var den officiella låten för galan.
Madonna släppte sitt elfte studioalbum Hard Candy i april 2008. Hon samarbetade med Justin Timberlake, Timbaland, Pharrell Williams och Nate Hills. Första singeln, "4 Minutes", nådde plats nummer tre på Billboard Hot 100.
I september 2009 kom det tredje samlingsalbumet som fick namnet Celebration. 34 hits samlades här tillsammans med två nya låtar, "Celebration" och "Revolver". Samlingsalbumet nådde bland annat förstaplatsen i Storbritannien, vilket innebar att hon gick om Elvis Presley om att ha flest album som nummer ett.

#### 2010-talet
Det tolfte studioalbumet MDNA släpptes i mars 2012. Här återförenades hon med sin tidigare samarbetspartner William Orbit. Detta var Madonnas första album hos Interscope Records. Första singeln "Give Me All Your Luvin", där Nicki Minaj och M.I.A. medverkade, blev Madonnas 38:e tio i topp-hit på Billboard Hot 100.
Under 2014 börjar hon att jobba med sitt trettonde studioalbum Rebel Heart. Här samarbetar hon bland annat med Avicii, Diplo och Toby Gad. Hela albumet släpptes den 6 mars 2015, men på grund av att flera demoversioner läckte ut i december 2014, så släpptes albumets sex första spår på iTunes redan den 20 december samma år. Första singeln "Living for Love" släpptes samma dag. Den andra singeln "Ghosttown" släpptes den 13 mars 2015. Plattan finns i tre olika versioner, där Standard-versionen innehåller 14 låtar, Deluxe version 19 och Super Deluxe version 23 stycken låtar.
I januari 2018 började arbetet med hennes fjortonde album som fått namnet Madame X,  inspirerad av hennes flytt till Portugals huvudstad Lissabon året före. Första singeln "Medellin" som släpptes den 17 april 2019, är ett samarbete med den colombianske sångaren Maluma. Den första promosingeln, "I Rise", släpptes den 3 maj 2019. Den andra singeln "Crave", som är ett samarbete med Swae Lee, släpptes den 10 maj 2019.
Vid Eurovision Song Contest 2019 uppträdde Madonna i en mellanakt och framförde bland annat "Like A Prayer". Hon fick dålig kritik för sin sång, och många menade att hon sjöng falskt.

### Film
Vid sidan av sin musikkarriär har Madonna sedan slutet av 1970-talet också haft en omfattande filmverksamhet. Hon debuterade i en av huvudrollerna i ungdomsfilmen A Certain Sacrifice (1979/1983) och har spelat ledande roller i en mängd filmer, såsom den "kult"-förklarade Susan, var är du? (1985) med Rosanna Arquette, Who's That Girl? (1987), Warren Beattys film Dick Tracy (1990), som basebollspelare tillsammans med Geena Davis och Tom Hanks i Tjejligan (1992) och i den brittiska relationskomedin Den näst bästa (2000).
För den mycket uppmärksammade rollen som Eva Perón i Alan Parkers filmatisering av Andrew Lloyd-Webbers musikal Evita (1996) fick hon en Golden Globe Award för "Bästa kvinnliga skådespelare i en musikal eller komedi". Hon har också spelat mindre roller i filmer som Woody Allens Skuggor och dimma (1991), Spike Lees Girl 6 (1996) och Bondfilmen Die Another Day (2002).
Madonna har verkat som filmproducent för ett antal filmer, både dokumentärer – många med hennes egen medverkan – och spelfilmer.
2008 debuterade hon som både filmregissör och manusförfattare till långfilmen Filth and Wisdom (och dokumentären I Am Because We Are). Detta följdes av den andra långfilmen W.E. (2011), med en handling baserad på den skandalomsusade kärleksrelationen mellan den brittiske abdikerande kungen Edvard VIII och amerikanskan Wallis Simpson.
Madonna har även erhållit ett antal priser för musiken till olika filmer.

### Teater
På teaterscenen har Madonna spelat i den egenhändigt skrivna (och även filmade) In Artificial Light (1980), off-Broadway-pjäsen Goose and Tom-tom (1986), David Mamets Speed the Plow (1988) tillsammans med Sean Penn på Broadway och på Londons West End Up For Grabs (2002) av den australiske dramatikern David Williamson. Som mer eller mindre oskolad skådespelare har kritiken ofta varit blandad gällande hennes skådespelarinsatser.

### Författare
I och med sin flytt till England och moderskapet inspirerades Madonna av den brittiska sagoberättartraditionen. Från och med 2003 började hon skriva en lång rad barnböcker samt boken The English Roses. Fler böcker med Madonna som författare har sedan följt på detta titeltema.

## Influenser och betydelse

### Influenser under tidiga år
1985 kommenterade Madonna att den första låten som någonsin gjort ett stort intryck på henne var "These Boots Are Made for Walkin'" av Nancy Sinatra; hon sa att den sammanfattar hennes egen "handlingskraftiga attityd". Som ung kvinna försökte hon bredda sin smak för litteratur, konst och musik, och hon blev under denna tid intresserad av klassisk musik. Särskilt barockens musik tilltalade henne. Hon menade att Mozart och Chopin hade en "feminin kvalitet" som hon uppskattade. Madonnas huvudinfluenser består av Karen Carpenter, The Supremes och Led Zeppelin samt dansarna Martha Graham och Rudolf Nurejev. Under sin uppväxt lyssnade hon även på David Bowie, vars show var den första rockkonsert hon bevistat.
Under barndomsåren inspirerades Madonna av olika skådespelare, och hon har senare sagt "Jag älskade Carole Lombard och Judy Holliday och Marilyn Monroe. De var alla oerhört roliga ... och jag såg mig själv i dem ... min flickaktighet, min medvetenhet och min oskyldighet". Madonnas look i musikvideon "Material Girl" är direkt inspirerad av Monroe i låten "Diamonds Are a Girl's Best Friend" ur filmen Herrar föredrar blondiner (1953).

### Stil och betydelse
Madonnas musik var från början en tät och dansmusikpåverkad pop väl anpassad för den stora publiken. Hennes röst har omnämnts som en söt flickröst. Hon var den första kvinnliga musikartisten som till fullo utnyttjade musikvideon som medium, och genom åren har hon samarbetat med ledande formgivare (Jean-Paul Gaultier), fotografer (Steven Meisel och Herb Ritts) samt regissörer (Mary Lambert och David Fincher).
Madonna blev under 1980-talet en kvinnlig förebild, genom sin förmåga att kombinera kvinnlig egenmakt och utforskande av olika roller. I hennes framtoning fanns ett budskap som ansågs stärka flickor och unga kvinnor i bejakandet av sin egen njutning. Madonna har blivit förknippad med sexpositiv feminism, och hon har noterat sig själv som inspirationskälla för yngre artister som också utforskat sexualiteten i sitt musikskapande – inklusive Cardi B, Kim Kardashian och Miley Cyrus.
Madonna var under 1980-talet en av de allra största artisterna, och redan 1991 hade hon sålt 70 miljoner album och haft 21 hitlåtar bara i USA. Totalt anses hon fram till 2023 ha sålt över 400 miljoner album, och Guinness rekordbok har listat henne som den bästsäljande kvinnliga artisten genom tiderna.

## Privatliv
Mellan 1985 och 1989 var Madonna gift med skådespelaren Sean Penn. Hon var mellan 2000 och 2008 gift med den brittiske regissören Guy Ritchie, som hon har ett barn tillsammans med, sonen Rocco, född den 11 augusti 2000. Sonen medverkade i Jonas Åkerlunds popdokumentär om Madonna, I'm Going to Tell You a Secret (2005).
Madonna har även ett barn tillsammans med Carlos Leon, dottern Lourdes, född den 14 oktober 1996.
Hon ansökte i oktober 2006 om att få adoptera den då 13 månader gamla pojken David Banda från Malawi, en adoption som godkändes 2008. Året därpå kunde hon adoptera även en flicka från Malawi, Chifundo Mercy James, född 2005; därefter följde även adoption av två ytterligare malawiska barn. Från 2011 bodde Madonna tillsammans med sina barn mestadels på 152 East 81st Street i New York, medan hon 2017 flyttade till Lissabon i Portugal.
Madonna är född katolik, men hon har sedan 1997 studerat den judiska trosinriktningen kabbala. Som katolik antog hon namnet Veronica under sin konfirmation. 2003 antog hon ytterligare ett andligt namn, Esther, i anknytning till sina kabbala-studier.

## Verk och produktioner

### Diskografi
- 1983 – Madonna
- 1984 – Like a Virgin
- 1986 – True Blue
- 1989 – Like a Prayer
- 1992 – Erotica
- 1994 – Bedtime Stories
- 1998 – Ray of Light
- 2000 – Music
- 2003 – American Life
- 2005 – Confessions on a Dance Floor
- 2008 – Hard Candy
- 2012 – MDNA
- 2015 – Rebel Heart
- 2019 – Madame X

### Filmografi

#### Långfilmer
- 1979 – A Certain Sacrifice - Bruna
- 1985 – Lust och begär - klubbsångare
- 1985 – Susan, var är du? - Susan Thomas
- 1986 – Shanghai Surprise - Gloria Tatlock
- 1987 – Who's That Girl - Nikki Finn
- 1989 – Spårhundar på Broadway - Hortense Hathaway
- 1990 – Dick Tracy - Breathless Mahoney
- 1992 – Skuggor och dimma - Marie
- 1992 – Tjejligan - Mae Mordabito
- 1993 – Älska till döds - Rebecca Carlson
- 1993 – Dangerous Game - Sarah Jennings
- 1995 – Blue in the Face - Singing Telegram Girl
- 1995 – Four Rooms - Elspeth
- 1996 – Girl 6 - Boss #3
- 1996 – Evita - Eva Perón
- 2000 – Det näst bästa - Abbie Reynolds
- 2001 – Star - Star
- 2001 – Swept Away - Amber Leighton
- 2002 – Die Another Day - Madonna – Verity
- 2006 – Arthur och minimojerna - prinsessan Selenia (röst)

#### Dokumentärer
- 1990 – In Bed with Madonna - sanning eller konsekvens
- 2005 – I'm Going to Tell You a Secret

#### Regi, manus och produktion
- 2002 – Die Another Day - titelsången "Die Another Day"
- 2008 – I Am Because We Are - manus, produktion
- 2008 – Filth and Wisdom - regi, manus
- 2011 – W.E. - regi, manus, produktion

### Turnéer
- The Virgin Tour (1985)
- Who's That Girl World Tour (1987)
- Blond Ambition World Tour (1990)
- The Girlie Show World Tour (1993)
- Drowned World Tour (2001)
- Re-Invention World Tour (2004)
- Confessions Tour (2006)
- Sticky & Sweet Tour (2008–2009)
- The MDNA Tour (2012)
- Rebel Heart Tour (2015–2016)
- Madame X Tour (2019–2020)
- The Celebration Tour (2023–2024)